# Egon Egemann
Egon Egemann, né Egon Lackner en 1963 à Graz, est un violoniste et chanteur suisse.

## Biographie
Après des études de violon au Johann-Joseph-Fux-Konservatorium Graz, il devient violoniste dans le groupe schlager Die Paldauer. En 1985, sort le single Ein Lied für dich de Die Paldauer & Egon Egemann. Il part peu après aux États-Unis pour intégrer le Berklee College of Music. De retour en Europe, il s'installe en Suisse et joue dans l'orchestre de la Schweizer Radio DRS, produit et compose  pour d'autres artistes dans son propre studio.
Il remporte le concours de sélection de la Suisse pour le Concours Eurovision de la chanson 1990 avec la chanson Musik klingt in die Welt hinaus. Il participe au concours et finit à la onzième place.
Avec ses deux enfants violonistes, il crée le groupe de rock celtique Two Générations. Depuis 2004, il joue dans le groupe rock-jazz manouche Mad Manoush présent dans des festivals de musiques du monde.